# Kladje (Gorenja vas – Poljane, Slovenija)
Kladje je naselje u slovenskoj Općini Gorenjoj vasi - Poljane. Kladje se nalazi u pokrajini Gorenjskoj i statističkoj regiji Gorenjskoj. 

## Stanovništvo
Prema popisu stanovništva iz 2002. godine naselje je imalo 52 stanovnika.